# Allogymnopleurus anthracinus
Allogymnopleurus anthracinus là một loài bọ cánh cứng trong họ Bọ hung (Scarabaeidae).